# 冯梦祯
冯梦祯（1548年—1605年），字开之，號具區，又號真實居士，浙江秀水（今嘉興）人，明朝政治人物，進士出身。

## 生平
先世自高郵遷居秀水。生於明世宗嘉靖二十七年（1548年）八月二十二日出生。嘉靖四十三年（1564年），為秀水縣學生員，成為秀才。隆慶四年（1570年）秋闈，中式庚午科浙江鄉試第二十九名舉人。萬曆五年（1577年）登丁丑科會試第一名，二甲第三名進士，选庶吉士，十年六月授编修。萬曆十一年（1583年）分考会试，結識汤显祖，萬曆十五年（1587年）因京察浮躁，谪官歸里。在湖山禮佛。萬曆十九年（1591年），經師友奔走，重新起用，授廣德州判官。，累升行人司副、尚宝司丞，萬曆二十年八月升官至南京国子监司业，二十一年七月升右春坊右谕德掌南京翰林院印，二十二年十月升左庶子兼侍读，充正史副总裁及皇长子讲筵侍班官，二十三年八月升南京国子监祭酒。萬曆二十六年（1598年）七月被南京户部主事歐陽東鳳彈劾，罷歸回籍。勤於著述，“詩文疎朗通脫，不事刻鏤。”萬曆三十三年（1605年）十二月二十三日，卒於秀水故里，享年五十八，葬於浙江西溪之梅塢。

## 著作
著有《快雪堂集》、《快雪堂漫錄》、《快雪堂日記》、《歷代貢舉志》、《新鐫具區馮先生家藏尚書翼》等。

## 家族
曾祖馮經。祖父馮震。父馮第。母沈氏。严侍下。弟應禎、胤禎、永禎、國禎。
有子馮權奇。